# Zeiningen
Zeiningen es una comuna suiza del cantón de Argovia, ubicada en el distrito de Rheinfelden. Limita al oeste con la comuna Möhlin, al noreste con Wallbach, al este con Mumpf, al sureste con Zuzgen, al sur con Buus (BL), y al suroeste con Maisprach (BL). 